# Zbilidy
Zbilidy – gmina w Czechach, w powiecie Igława, w kraju Wysoczyna. Według danych z dnia 1 stycznia 2014 liczyła 191 mieszkańców.